# Heiligenfenster (Josselin)

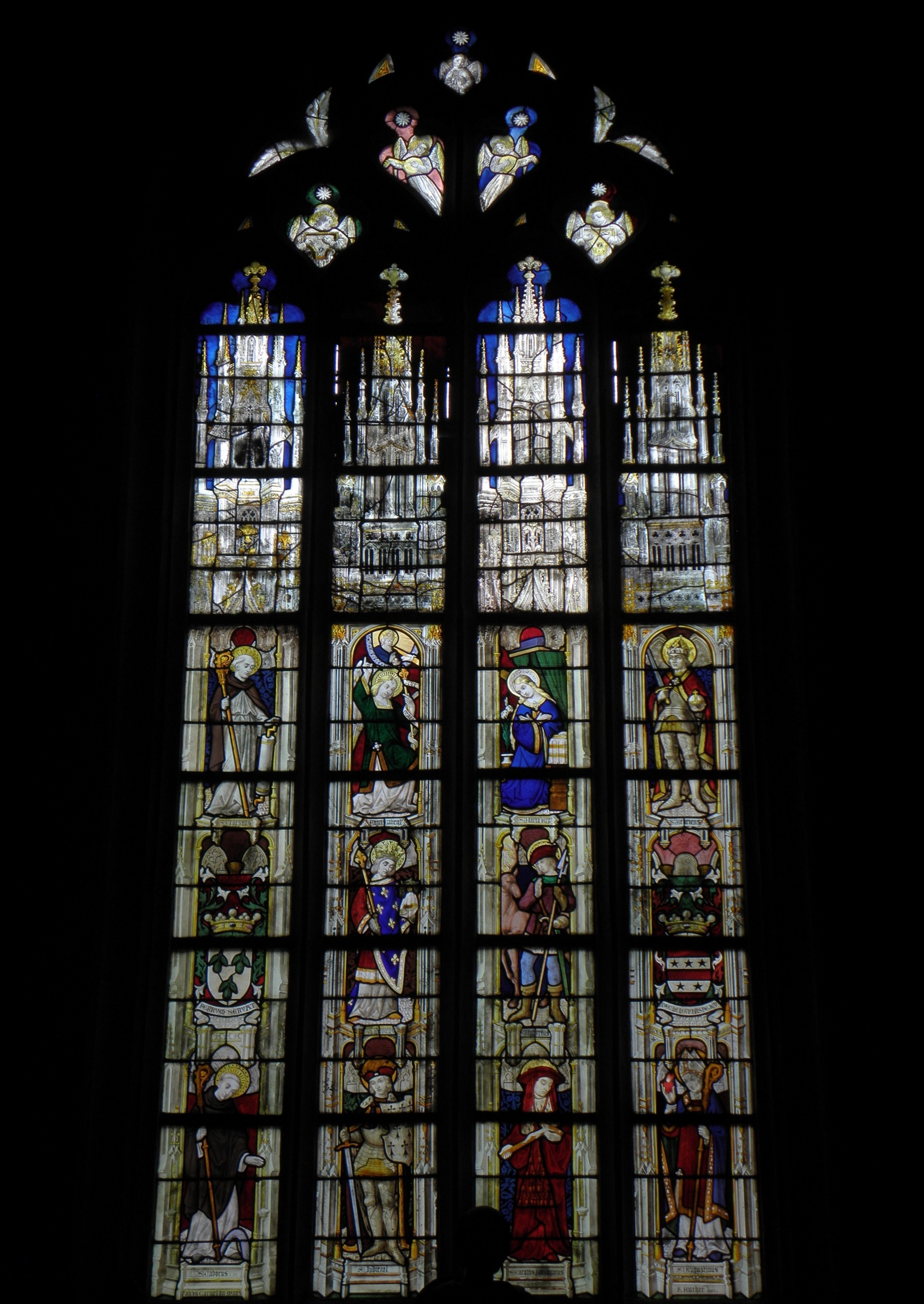
Heiligenfenster in Josselin

Das Heiligenfenster in der katholischen Pfarrkirche Notre-Dame-du-Roncier in Josselin, einer französischen Gemeinde im Département Morbihan in der Region Bretagne, wurde um 1460 geschaffen. Das Bleiglasfenster wurde 1912 als Monument historique in die Liste der geschützten Objekte (Base Palissy) in Frankreich aufgenommen.
Das Fenster an der Südseite des Kirchenschiffs wurde von einer unbekannten Werkstatt geschaffen. Es zeigt Heilige, ein weit verbreitetes Bildmotiv der christlichen Kunst des Mittelalters und der frühen Neuzeit. 
Das Fenster wurde in der zweiten Hälfte des 19. Jahrhunderts restauriert und ergänzt von Ferdinand Hucher in der Glasmalereiwerkstatt der Karmelitinnen von Le Mans.
Neben dem Heiligenfenster sind noch zwei weitere Fenster aus der Zeit der Renaissance in der Kirche erhalten (siehe Navigationsleiste).

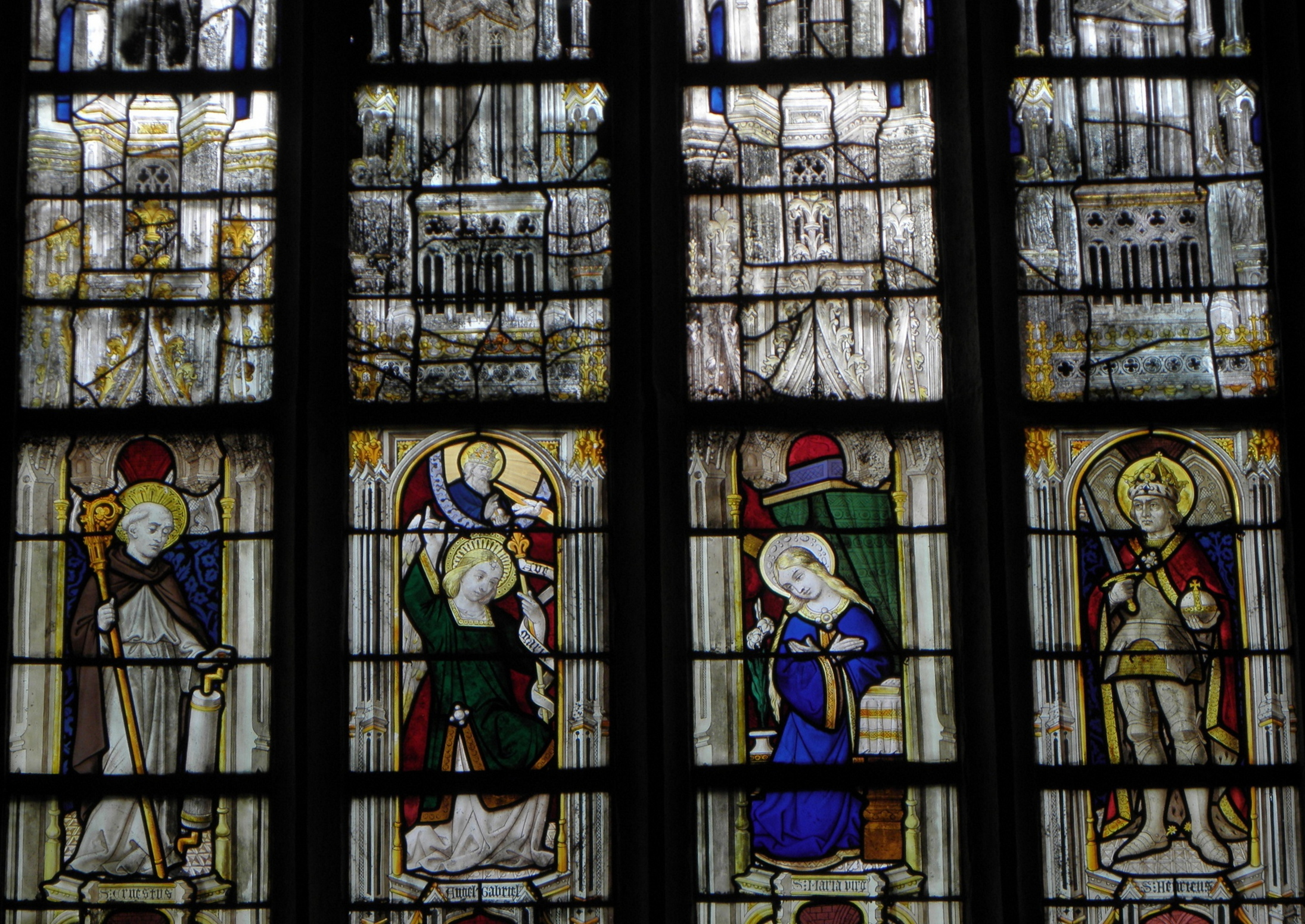
Obere Reihe mit den Heiligen (von links nach rechts): Ernestus, Erzengel Michael, Maria und Heinrich II.
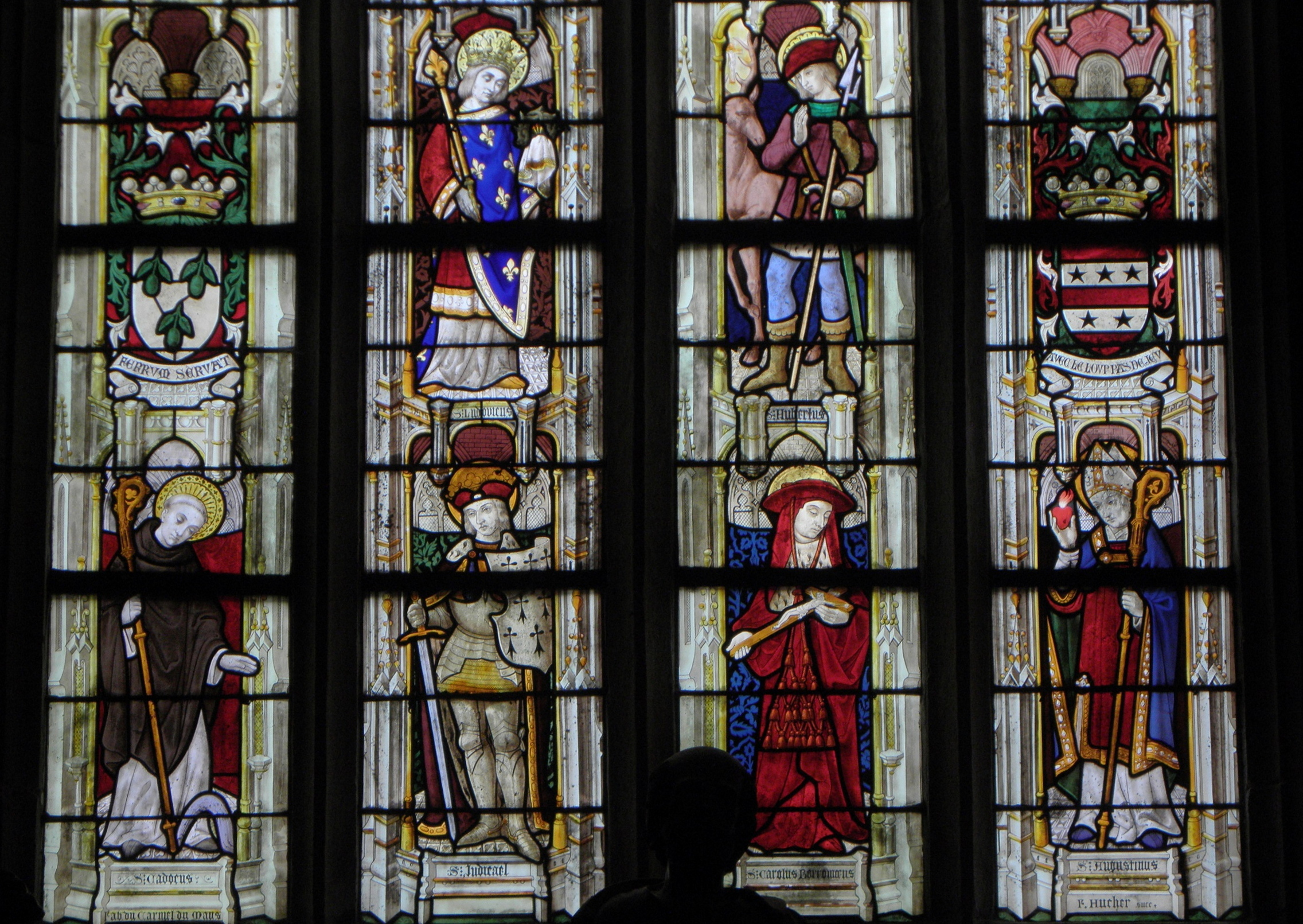
Wappen und die Heiligen (von links nach rechts): Ludwig IX., Hubertus, Cadoc, Juquel, Karl Borromäus und Augustinus
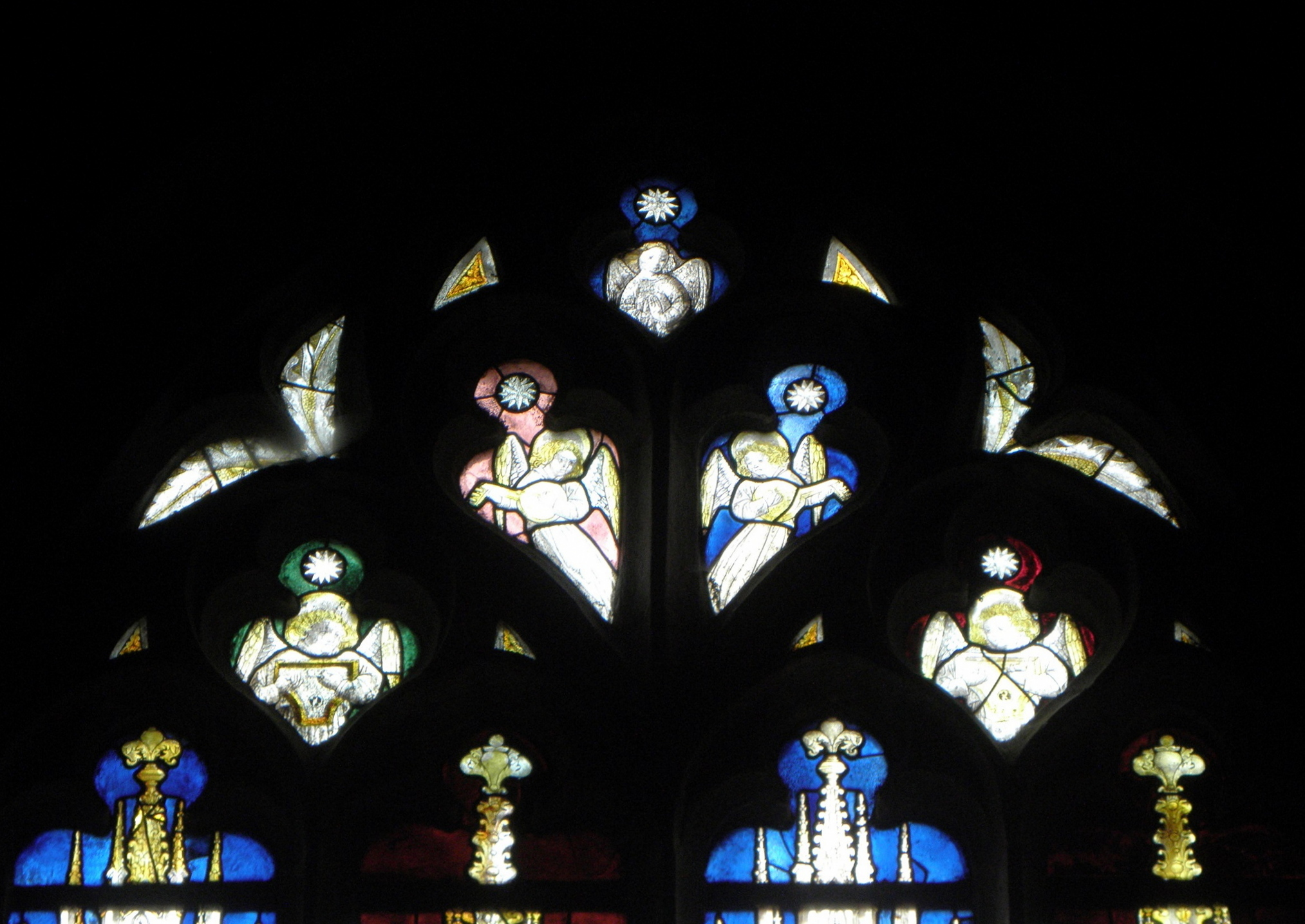
Maßwerk mit musizierenden Engeln